# عميقة (السدة)

تعديل مصدري - تعديل

عميقة هي إحدى قرى عزلة وادي حجاج بمديرية السدة التابعة لمحافظة إب، بلغ تعداد سكانها 404 نسمة حسب تعداد اليمن لعام 2004.